# Sankuru (vattendrag)
Sankuru är en flod i Kongo-Kinshasa, och utgör ett biflöde från höger till Kasaï. Den rinner genom den centrala delen av landet. Det övre loppet, uppströms sammanflödena med Mbuji-Mayi och Lwilu, kallas även Lubilanji eller Lubilash.
Kungariket Kuba är beläget mellan floderna Sankuru och Kasaï, öster om sammanflödet av floderna.